# تشارلز إيدمان
تشارلز إيدمان (بالإنجليزية: Charles Aidman)‏ مواليد 21 يناير 1925 في إنديانا، الولايات المتحدة - الوفاة 07 نوفمبر 1993 في بيفرلي هيلز، الولايات المتحدة، هو ممثل أمريكي بدأ مسيرته الفنية سنة 1952. امتدت مسيرته الفنية لأكثر من 40 عاما. من أعماله الفضاء الداخلي. توفي بسبب السرطان في بيفرلي هيلز ودفن في مقبرة حديقة قرية ويستوود ميموريال.

## روابط خارجية
- تشارلز إيدمان على موقع IMDb (الإنجليزية)
- تشارلز إيدمان على موقع ألو سيني (الفرنسية)
- تشارلز إيدمان على موقع أول موفي (الإنجليزية)
- تشارلز إيدمان على موقع قاعدة بيانات برودواي على الإنترنت (الإنجليزية)
- تشارلز إيدمان على موقع قاعدة بيانات الأفلام السويدية (السويدية)
- تشارلز إيدمان على موقع قاعدة بيانات الفيلم (الإنجليزية)
- تشارلز إيدمان على موقع كينوبويسك (الروسية)